# Dvojčičenje
Dvojčičenje kristalov je pojav, da si dva ločena kristala v simetrijskem smislu delita nekaj točk iste kristalne mreže. Rezultat je zraščanje dveh ali več ločenih kristalov v različne značilne oblike. Zraščena kristala ločuje meja dvojčičenja ali stična površina. 
Kristali dvojčki so zraščeni skladno s številnimi dvojčičnimi zakoni, ki so značilni za kristalni sistem. Tip dvojčičenje je lahko diagnostično orodje za identifikacijo minerala.

## Idealni in realni kristali
Idealna struktura kristala ima takšen zlog atomov, ki ima minimalno potencialno energijo, v realnih kristalih pa atomi lahko zasedajo napačna mesta v kristalni mreži ali pa so določena mesta zasedena z napačnimi, na primer tujimi atomi. 
Druga možnost je, da začneta dva kristala kristalizirati v različnih točkah. Med rastjo se lahko srečata in rasteta skupaj v naključnem stiku. Kristalografske osi in ploskve v takih kristalih niso vzporedne, atomi na stičnih ploskvah pa so koordinirani z atomi vsakega od sosednjih kristalov. 
Tretji način preraščanja kristalov je tak, da so posamezni kristali na obeh straneh stika povezani s simetrijskimi elementi, ki jih v posameznem kristalu v tej smeri sicer ni. Tako preraščanje  imenujemo dvojčičenje.

## Simetrijske operacije, ki določajo dvojčičenje
Dva kristala iste snovi imenujemo dvojčka kadar so vse kristalografske smeri enega kristala povezane z ustreznimi kristalografskimi smermi drugega kristala.  Kristal dobi z dvojčičenjem dodatno simetrijo, ki je določena z eno od naslednjih simetrijskih operacij:
- ravnino simetrije (dvojčična ravnina simetrije)
- dvoštevno osjo simetrije ali redkeje s 3-, 4- ali 6-števno osjo simetrije (dvojčična os simetrije) ali
- centrom simetrije (dvojčični center simetrije).

Kristali dvojčki se glede na simetrijo  razvrščajo v 
- zrcalne dvojčke,
- rotacijske dvojčke in
- centrosimetrične dvojčke.

## Dvojčični zakoni
Dvojčični zakon je poseben in značilen način tvorjenja  dvojčičnih kristalov vseh mineralov. Izraža se ali s simboli, ki določajo dvojčične ravnine, na primer {hkl}, ali s conskimi simboli, ki določajo smeri dvojčičnih osi, na primer  [hkl]. Ploskev, na kateri se stikajo skupne mrežne točke obeh kristalov, je meja dvojčičenja ali stična površina. 
Če je dvojčični zakon enostavna ravnina, je stična površina vedno vzporedna z možno zunanjo ploskvijo kristala in ni nikoli vzporedna z obstoječo simetrijsko ravnino, ker dvojčičenje vnese v kristal dodatno simetrijo.
Če je dvojčični zakon rotacijska os, je stična površina nepravilna, dvojčična os pa je pravokotna na mrežno ravnino in ni nikoli parno-števna rotacijska os obstoječe simetrije. To na primer pomeni, da do dvojčičenja ne more priti na novi dvoštevni osi, ki je vzporedna z obstoječo 4-števno osjo.

## Vrste dvojčičenja
Eden od načinov določanja vrste dvojčičenja je način, kako se dvojček razdeli v dva ločena kristala.
- Kontaktni dvojčki imajo ravno stično površino, ki ločuje dva posamezna kristala. Kristala sta običajno določena z dvojčičnim zakonom, ki določa zrcalno ravnino. Na Sl. 3 je prikazan kristal ortoklaza, ki je dvojčičen po bravenskem zakonu po dvojčični ravnini {021}.

Kontaktni dvojčki lahko tvorijo tudi ponavljajoči se (repetitivne) dvojčke.
Če so kompozicijske ploskve vzporedne, govorimo o polisintetskih dvojčkih (Sl. 4). Takšno dvojčičenje je pogosto pri ortoklazu in se imenuje albitni dvojčični zakon. Ravnina dvojčičenja je ravnina {010}. Takšno dvojčičenje je ena od najbolj diagnostičnih oblik plagioklaza.
Če stične površine niso vzporedne, govorimo o rotacijskih dvojčkih. Na Sl. 5 je prikazan rotacijski dvojček hrizoberila z dvojčičenjem po ravnini {031}. Rotacijski kontaktni dvojčki so lahko normalni (dvojčična os je pravokotna na stično ravnino), vzporedni (dvojčična os je vzporedna s stično ravnino) ali kompleksni (dvojčična os je vzporedna s stično ravnino in pravokotna na [uvw]).
- Penetracijski in interpenetracisski dvojčki imajo nepravilno stično površino. Dvojčka sta določena z dvojčičnim središčem ali dvojčično osjo. Na Sl. 6  sta prikazana zraščena kristala ortoklaza, ki sta dvojčičena po karlovarskem  zakonu z dvojčično osjo  [001].

## Nastanek dvojčičenja
Dvojčičenje se začne na tri možne načine: z rastjo kristala, transformacijo in drsenjem oziroma  deformacijo zaradi mehanskega pritiska, zato govorimo o rastnih, transformacijskih in mehanskih dvojčkih.
- Rastni dvojčki. Kadar začne med rastjo kristala na njegovi površini po naključju rasti nov kristal, lahko pride do dvojčičenja, če novi kristal deli mrežne točke na površini prvotnega  kristala, vendar ima drugačno orientacijo kot prvotni kristal. Na tak način lahko nastanejo tako kontaktni kot penetracijski dvojčki.

- Transformacijski dvojčki nastanejo, kadar pride na že obstoječem kristalu do transformacije, na primer zaradi spremembe temperature ali tlaka. To se pogosto zgodi v mineralih, ki imajo pri različnih temperaturah in tlakih različne kristalne strukture in različne simetrije. Če se temperatura in tlak spremenita tako, da je v novih pogojih stabilna druga kristalna struktura in simetrija, se bodo deli kristala preuredili v drugo simetrijsko orientacijo in prerasli enega ali več prvotnih kristalov. Na tak način pri zmanjšanju temperature običajno nastajajo dofinejski in brazilski dvojčki kremena.

- Mehanski dvojčki. Med deformacijo zaradi zunanje sile se lahko atomi premaknejo iz svojih prvotnih položajev. Če se to zgodi, nastane simetrična ureditev atomov, ki tvori mehanske  dvojčke. Na tak način se zlahka dvojčiči mineral kalcit in tvori polisintetske dvojčke na {0112}.

## Vir
- Hurlbut, Cornelius S.; Klein, Cornelis (1985). Manual of Mineralogy (20 izd.). John Wiley & Sons, New York. COBISS 12123141. ISBN 0-471-80580-7.